# Chiosella
Genre
Chiosella est un genre éteint de conodontes du Trias.

## Espèces
- †Chiosella gondolelloides
- †Chiosella timorensis

## Stratigraphie
Le sommet de l'Olénékien, un des étages du Trias, qui est aussi la base de l'Anisien, est définie près des toutes premières occurrences of Chiosella timorensis.